# كاورو وادا
كاورو وادا (和田薫 وادا كاورو) هو ملحن ياباني ولد في 5 مايو 1962 في شيمونوسكي، ياماغوتشي.

## أعماله في السينما اليابانية
- مستر روكي
- هذا الطريق

## أعماله في التوكوساتسو
- شين كامن رايدر برولوغ (بالتعاون مع ريودو أوزاكي, تاكيفومي هاكيتا و يوشيهيرو ماتسوؤرا)

## أعماله في الأنمي

### مسلسلات أنمي تلفزيونية
- إينوياشا
- إينوياشا: الجزء الأخير
- ياشاهيمي: أميرة أنصاف الشياطين
- هزيم الرعد
- ساموراي 7
- دي جرايمان
- دي جرايمان HALLOW
- سازان آيز
- باتل إنجل أليتا
- الحماة الأبطال
- كاشرن سينز
- فارس الفضاء تيكامان بليد
- حكايات أشباح المدرسة
- جلجامش
- برنسس توتو
- مارس دايبريك
- غيغيغي نو كيتارو (1996)
- هاكابا كيتارو
- ملفات قضايا كيندايتشي
- ملفات قضايا كيندايتشي R
- ملحمة جزيرة لودوس: أسطورة الفارس البطل
- كاراكوري نو كيمي
- تو هارت
- إيس أتورني
- ريريري نو تينساي باكابون
- تيسلا نوت

### أوفا أنمي
- هارلوك ساغا
- سينت سيا: ذا لوست كانفاس

### أفلام أنمي
- إينوياشا: مشاعر تتخطى الزمان
- إينوياشا: قلعة الخيال في المرآة
- إينوياشا: سيف الحكم المطلق
- إينوياشا: جزيرة هوراي القرمزية
- سايلنت موبيوس
- غيغيغي نو كيتارو: وحش البحر
- غيغيغي نو كيتارو: أوباكي نايتر
- غيغيغي نو كيتارو: قطار الأوهام
- ملفات قضايا كيندايتشي (فيلم 1996)
- الرحلة

## أعماله في ألعاب الفيديو
- أسوراز راث (توزيع "القلب المرتجف")
- سلسلة كينغدوم هارتس
  - كينغدوم هارتس (التوزيع الأوركسترالي)
  - كينغدوم هارتس تشين أوف ميموريز (التوزيع الأوركسترالي)
  - كينغدوم هارتس II (التوزيع الأوركسترالي)
  - كينغدوم هارتس 358/2 دايز (التوزيع الأوركسترالي)
  - كينغدوم هارتس كودد (التوزيع الأوركسترالي)
  - كينغدوم هارتس بيرث باي سليب (التوزيع الأوركسترالي)
  - كينغدوم هارتس 3D: دريم دروب ديستانس (التوزيع الأوركسترالي)
- هياكّا ياكو

## وصلات خارجية
- كاورو وادا على موقع IMDb (الإنجليزية)
- كاورو وادا على موقع ميوزك برينز (الإنجليزية)
- كاورو وادا على موقع ديسكوغز (الإنجليزية)
- كاورو وادا على موقع قاعدة بيانات الفيلم (الإنجليزية)
- كاورو وادا على موقع ANN person (الإنجليزية)